# Radwege in Tschechien
Der Artikel Radwege in Tschechien führt Radwege in Tschechien auf und erklärt ihre Bezeichnungen und ihren Verlauf. Tschechische Worte für Radweg sind: Cyklotrasa, cyklostezka, cyklistická trasa, cykloturistická trasa. Mit Jízdní pruh pro cyklisty werden Radfahrstreifen am Straßenrand bezeichnet.

## Geschichte
Seit 1997 wurde die Bezeichnung der Radwege in Tschechien durch den Klub českých turistů (KČT) im Auftrag des tschechischen Verkehrs- und des Innenministeriums neu organisiert. Seit 2001 wurden ein einheitliches Nummernsystem und einheitliche Verkehrszeichen für die Radwege verwendet. 2007 wurde ein spezielles Nummernsystem für die Radwege in Prag mit vorangestelltem Buchstaben „A“ eingeführt. Um den Bau von Radwegen machten sich besonders der Verein Oživení und die Aktivisten Petr Štěpánek und Jan Bouchal verdient. 2011 wurde ein neues Nummernsystem zur Kennzeichnung der Radwege geschaffen.

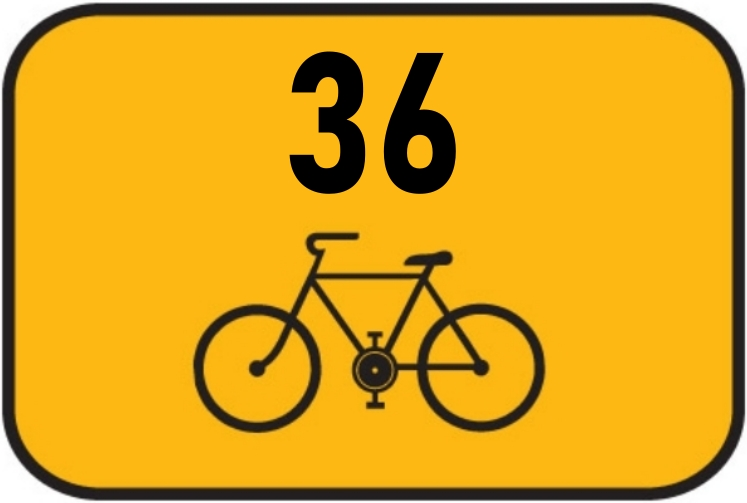
Hinweisschild für Cyklotrasa 36

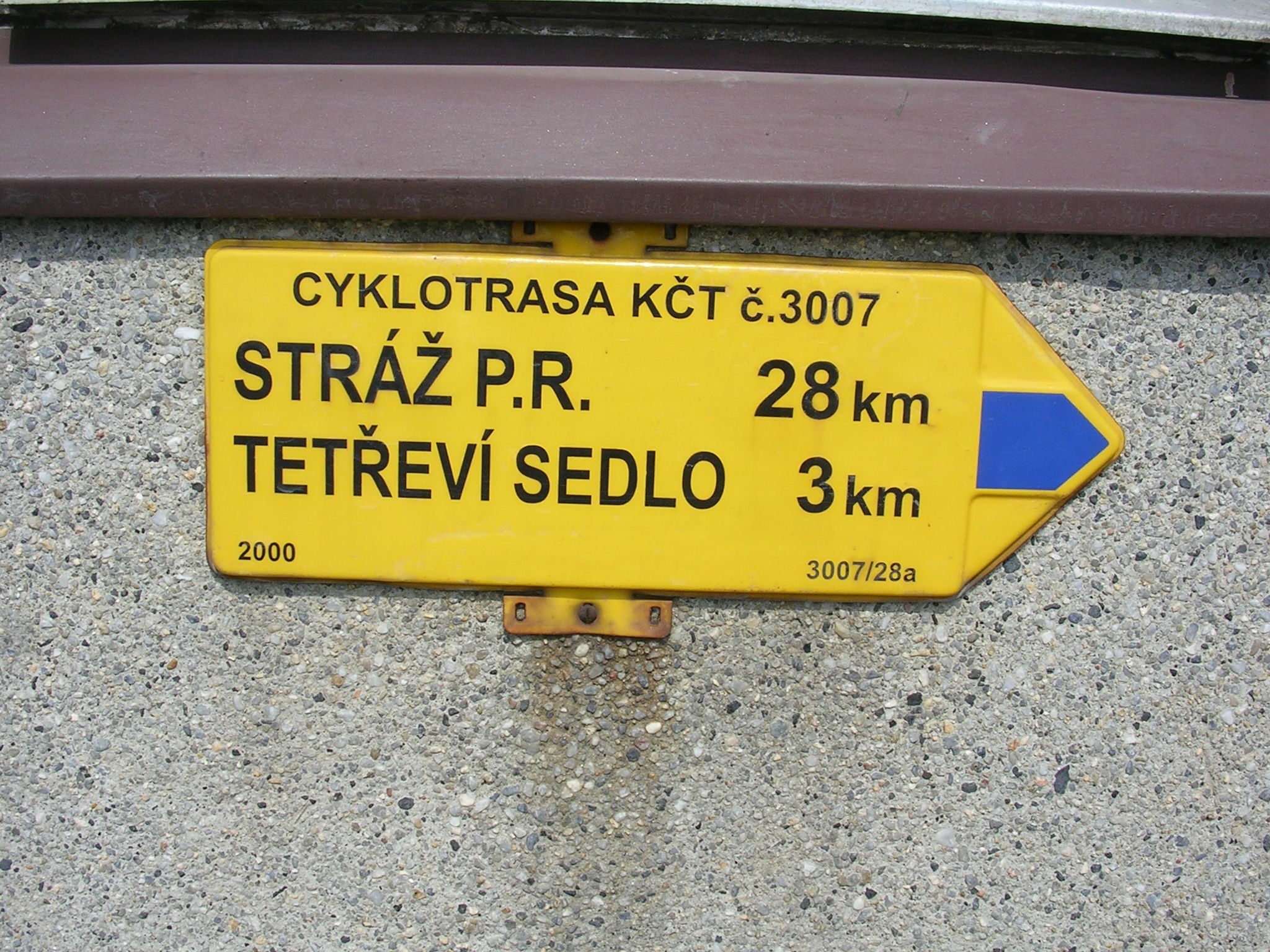
Wegweiser für einen Radwanderweg, der in der Überschrift die Nummer des KČT trägt, auf dem Ještěd

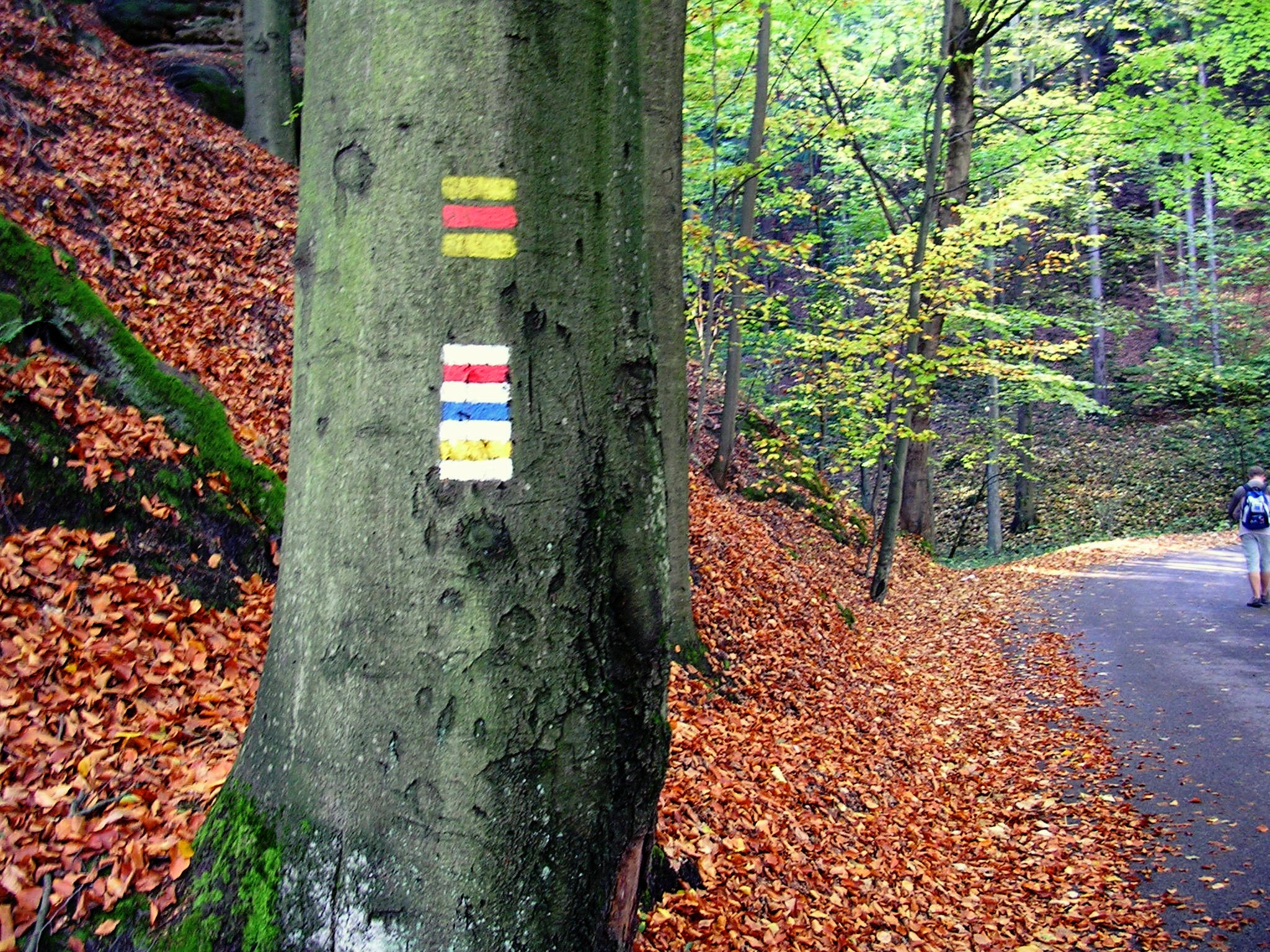
Rote Markierung auf gelbem Grund für Fahrradfahrer zusammen mit Markierungen für Wanderer in Hrubá Skála

## Systematik der Bezeichnung
Entsprechend dem Plan von 2011 sollten die tschechischen Radwege mit Nummern bezeichnet werden. Sie sollten in vier Klassen eingeteilt werden. Die Klassennummer entspricht der Anzahl der Stellen der Radwegnummer. Die Radwege mit einstelligen Nummern gehören zur Klasse 1, die mit zweistelligen Nummern zur Klasse 2, die mit dreistelligen Nummern zur Klasse 3, die mit vierstelligen Nummern zur Klasse 4. Je höher die Klasse, also je mehr Stellen eine Nummer hat, desto lokaler der Radweg. Die Klassen 1 und 2, also die Radwege mit ein- und zweistelliger Nummer, sollten die längeren und mehrere Regionen durchlaufenden Radwege werden. Die zugehörigen Hinweisschilder sind gelb mit schwarzem Rand und der Nummer in Schwarz über einem schwarzen, stilisierten Fahrrad. Dieses System wurde weitgehend umgesetzt. Die Radwege in Prag wurden ebenfalls durchnummeriert, aber den Nummern wurde jeweils der Buchstabe A vorangestellt. In Prag gibt es mehr als 477 Kilometer ausgeschilderte Fahrradwege.
Allerdings blieben neben diesem neuen System auch die vorher gebräuchlichen Namensgebungen und Bezeichnungen für Radwege erhalten. Auch neu vergebene Bezeichnungen für Radwege halten sich nicht unbedingt an dieses geplante Konzept. So gibt es zum Beispiel die Radwege Cyklotrasa KO 1 bis Cyklotrasa KO 8. Dies sind Rundwege in der Umgebung der Städte Křivoklát, Kladno und Rakovník. Das Kürzel „KO“ steht für Křivoklátské okruhy (deutsch: Radrundwege im Křivoklátsko). Außerdem gibt es auch noch die Bezeichnungen Cyklotrasa Maštale 1 bis Cyklotrasa Maštale 9. Hierbei handelt es sich um Radrundwege in der Umgebung von Pardubice. Alle diese Radwege haben nichts mit den fast gleichnamigen Radwegen Cyklotrasa 1 bis Cyklotrasa 8 zu tun. Da es sich um ganz lokale Radwege handelt, müssten sie eigentlich nach dem oben erläuterten Konzept vierstellige Nummern tragen.
Teilweise werden die lokalen Radwege der 3. und 4. Klasse mit den touristischen gelben Schildern für Radwanderwege ausgezeichnet, die in der Überschrift die Nummer des KČT tragen. Markierungsstreifen an Bäumen, Steinen, Pfählen und anderem werden für Radfahren als roter, blauer oder grüner Streifen auf gelbem Grund angebracht, während die Markierungsstreifen für Wanderwege als Farbstreifen auf weißem Grund erscheinen.
Neben diesen tschechischen Radwegen existieren noch internationale Radwege, die tschechisches Territorium durchlaufen. Dazu gehören unter anderen die EuroVelo-Radwege 4, 7, 9, 13. Diese werden mit den international üblichen Zeichen gekennzeichnet, die Nummer umgeben von Sternen auf blauem Hintergrund. Dann verschiedene deutsche Radwege: der Schwarzachtal-Radweg, er wird mit Sz abgekürzt, der Bayerisch-Böhmische Freundschaftsweg, er wird mit Fr abgekürzt. Teilweise werden auch die in Deutschland üblichen Symbole übernommen oder der Name wird ins Tschechische übersetzt. Weitere internationale Radwege sind der Paneuropa-Radweg, der Greenway Prag–Wien.

## Allgemeine Bemerkungen
Das Radfahren ist in Tschechien ein sehr beliebter und von vielen Menschen betriebener Volkssport. Dabei erfreuen sich Herausforderungen an Kraft und Geschicklichkeit offenbar größerer Beliebtheit als in Deutschland. Die Radwege werden meistens nicht, wie in Deutschland, entlang der mildesten Steigung und der besten Wegqualität geführt, sondern ganz im Gegenteil. Oft werden absichtlich lange und steile Steigungen gesucht, auch wo eine mildere Variante möglich und vielleicht sogar kürzer wäre. Die Wege führen auf einsamen Waldwegen, die manchmal sehr schwierig zu befahren sind. So gleichen die tschechischen Fahrradwege besonders im Gebirge streckenweise eher den deutschen Mountainbikewegen.

## Liste der Radwege entsprechend der Nummerierung von 2011
| Name                                       | Länge | Verlauf                                                                                    |
| ------------------------------------------ | ----- | ------------------------------------------------------------------------------------------ |
| Cyklotrasa 1: Prag – Brünn                 | 269   | Prag – Kutná Hora – Brünn – Hodonín                                                        |
| Cyklotrasa 2: Elbe-Radweg                  | 360,6 | Sasko – Děčín – Ústí nad Labem – Litoměřice – Mělník – Kolín – Pardubice – Hradec Králové… |
| Cyklotrasa 3: Prag – Furth im Wald         | 188,3 | Prag – Pilsen – Westgrenze                                                                 |
| Cyklotrasa 4: Hodonín – Šumperk            | 308,4 | …Hodonín – Uherské Hradiště – Kroměříž – Olomouc – Šumperk – polnische Grenze              |
| Cyklotrasa 5: Mikulov – Bohumín            | 338   | Mikulov – Brünn – Prostějov – Olomouc – Přerov – Ostrava – Bohumín                         |
| Cyklotrasa 6: Eger-Radweg                  | 232,1 | …Cheb – Sokolov – Karlsbad – Litoměřice                                                    |
| Cyklotrasa 7: Mělník – Český Krumlov       | 397,2 | Mělník – Prag – České Budějovice – Český Krumlov…                                          |
| Cyklotrasa 10: Mährisch-Schlesische Region | 81,1  | Bohumín – Orlová – Havířov – Grenze                                                        |
| Cyklotrasa 11                              | 170   | kurze Trasse über Tábor                                                                    |
| Cyklotrasa 12                              | 132,2 | …Písek – Strakonice…                                                                       |
| Cyklotrasa 14                              | 230   | Liberec – Hradec Králové – Šumperk                                                         |
| Cyklotrasa 15                              | 49,9  | Děčín – Česká Lípa…                                                                        |
| Cyklotrasa 16                              | 130,7 | Slavonice – Jihlava…                                                                       |
| Cyklotrasa 17: Prag – Riesengebirge        | 145,3 | Prag – Mladá Boleslav – Krkonoše                                                           |
| Cyklotrasa 18                              | 103,4 | Altvatergebirge – Böhmisch-Mährische Höhe                                                  |
| Cyklotrasa 19                              | 234,6 | Moldau – Havlíčkův Brod – Žďár nad Sázavou…                                                |
| Cyklotrasa 20                              | 49,6  | Verbindung von Radweg 21 zur Grenze                                                        |
| Cyklotrasa 21                              | 84,7  | Hřensko – Liberec                                                                          |
| Cyklotrasa 22                              | 231   | Lužické hory – Trutnov – Altvatergebirge                                                   |
| Cyklotrasa 23                              | 249,8 | Cheb – Děčín entlang der nördlichen Staatsgrenze                                           |
| Cyklotrasa 24                              | 46,1  | 14 – Blansko                                                                               |
| Cyklotrasa 25                              | 162,5 | Krušné hory – Litvínov – Litoměřice – Liberecko                                            |
| Cyklotrasa 26                              | 129,8 | Jihlava – Třebíč – Grenze                                                                  |
| Cyklotrasa 31                              | 144,8 | Pilsen – Písek – Tábor                                                                     |
| Cyklotrasa 32                              | 89    | Tábor – Jindřichův Hradec – Slavonice                                                      |
| Cyklotrasa 33: Šumavská magistrála         | 203,7 | Böhmerwald, entlang der tschechischen Südwestgrenze                                        |
| Cyklotrasa 34                              | 94,9  | Novohradské hory, entlang der tschechischen Südgrenze                                      |
| Cyklotrasa 35: Erzgebirge – Pilsen         | 126,6 | Krušné hory – Pilsen                                                                       |
| Národní cyklotrasa 36                      | 156,7 | von Cheb nach Süden, entlang der tschechischen Westgrenze                                  |
| Cyklotrasa 37                              | 98,6  | von Pilsen nach Westen                                                                     |
| Cyklotrasa 38                              | 39,7  | Verbindung zwischen 3 und 33 über Klatovy                                                  |
| Cyklotrasa 39                              | 73,5  | Verbindung zwischen 6 (von Karlsbad) und 3 (Tal der Berounka)                              |
| Cyklotrasa 41                              | 37,5  | …Mikulov – Břeclav                                                                         |
| Cyklotrasa 43                              | 24,8  | Břeclav – Grenze                                                                           |
| Cyklotrasa 46                              | 255,8 | Český Těšín (CZ/PL) – Sudoměřice (CZ/SK)                                                   |
| Cyklotrasa 48                              | 20,9  | Slavonice – entlang der Südostgrenze Richtung Mikulov                                      |
| Cyklotrasa 49                              | 30,9  | 46 – Grenze zur Slowakei                                                                   |
| Cyklotrasa 50                              | 126,1 | cyklostezka Bečva (…Přerov – Vsetín…)                                                      |
| Cyklotrasa 51                              | 89    | Olomouc – Litovel – Mohelnice – Hanušovice                                                 |
| Cyklotrasa 52                              | 33,3  | Krnov (8) – 5                                                                              |
| Cyklotrasa 55                              | 95    | Jeseník – Krnov – Opava – Jilešovice                                                       |
| Cyklotrasa 56                              | 89,7  | Bohumín – Jablunkov                                                                        |
| Cyklotrasa 59                              | 32    | Ostrava – Frýdek-Místek – Frýdlant nad Ostravicí – Grenze zur Slowakei                     |
| Cyklotrasa 202                             | 58,1  | Louny – Slaný – Kralupy nad Vltavou                                                        |

## Liste weiterer Radwege
| Name                                  | Länge in CZ | Zeichen | Verlauf in Tschechien |
| ------------------------------------- | ----------- | ------- | --- |
| Baltisch-Adriatische Route (EV9)      | 200         |         | Littau, Olmütz, Brno, Mikulov, Břeclav |
| Bayerisch-Böhmischer Freundschaftsweg | 37          |         | Poběžovice, Meclov, Horšovský Týn |
| Elberadweg (D10)                      | 360         |         | Špindlerův Mlýn, Hradec Králové, Prag, Pardubice, Čelákovice, Ústí nad Labem |
| Euregio Egrensis (Radweg)             | 140         |         | Máriánská, Karlsbad, Bečov nad Teplou, Mariánské Lázně |
| Greenway Prag–Wien                    | 330         |         | Prag, Týnec nad Sázavou, Sedlčany, Tábor, Jindřichův Hradec, Slavonice, Vranov nad Dyjí, Znojmo, Mikulov, Valtice |
| Iron Curtain Trail (EV13)             | 860         |         | Aš, Cheb, Rozvadov, Železná Ruda, Prášily, Modrava, Strážný, Vyšší Brod, Horní Dvořiště, Cetviny, Horní Stropnice, Nové Hrady, České Velenice, Staré Město pod Landštejnem, Slavonice, Písečné u Slavonic, Rancířov, Uherčice u Hustopečí, Stálky |
| Karlsroute                            | 35          |         | Nové Hamry, Nejdek, Nová Role, Stará Role, Karlsbad |
| Mitteleuropa-Route (EV4)              | 585         |         | Cheb, Pilsen, Prag, Brno, Ostrava |
| Moldauradweg (Cyklotrasa Vltavská)    | 435         |         | entlang der Moldau von der Quelle bis zur Mündung |
| Oder-Neiße-Radweg (D12)               | 55          |         | von Nová Ves nad Nisou an der Lausitzer Neiße entlang |
| Paneuropa-Radweg                      | 227         |         | Železná, Bělá nad Radbuzou, Kladruby u Stříbra, Stříbro, Pilsen, Kyšice u Plzně, Rokycany, Hořovice, Řevnice, Černošice, Radotín, Prag |
| Radfernweg Bayern–Böhmen              | 140         |         | Tachov, Marienbad |
| Schwarzachtal-Radweg                  | 35          |         | Karlova Huť, Mostek, Rybník nad Radbuzou, Závist, Nemanice |
| Sonnen-Route (EV7)                    | 400         |         | Mělník, Prag, Týn nad Vltavou, Budweis, Český Krumlov |
| Thayarunde-Radweg                     | 25          |         | Slavonice |